# Tymon Grabowski
Artykuł ten został zgłoszony do umieszczenia na stronie głównej w rubryce „Czy wiesz”.
Pomóż nam go sprawdzić: oceń zgłoszoną nominację.
Tymon Grabowski, pseudonim Zbigniew Łomnik (ur. 1980) – polski dziennikarz motoryzacyjny i youtuber. Twórca samochodowego kanału Złomnik w serwisie internetowym YouTube, w 2024 roku nominowany do Nagrody Literackiej miasta stołecznego Warszawy za książkę-album fotograficzny Paskudnik warszawski.

## Życiorys
Urodził się w 1980 roku. Od 2005 roku pisze do mediów zajmujących się motoryzacją. Współpracował z tygodnikiem Motor oraz miesięcznikami Auto Moto i Classicauto, był redaktorem naczelnym magazynu MAXI tuning (ISSN 1733-1668). Jest twórcą witryny internetowej zlomnik.pl i kanału YouTube, działając pod marką „Złomnik” od 2009 roku. Był finalistą konkursu Blog Roku 2015 organizowanego przez serwis Onet.pl. W 2018 roku, jako redaktor naczelny, stanął na czele Autobloga, gdzie w 2025 roku pozostawał wśród autorów.
Wystąpił w wywiadzie w radiu, wypowiadał się w prasie, jego działalność medialna jest oceniana rozmaicie, co spowodowało np. zawieszenie profilu na platformie Facebook.com. Jednym ze źródeł przychodów Tymona Grabowskiego jest prowadzenie Wydawnictwa Złomnik w Aleksandrowie w Warszawie, które publikuje również utwory innych autorów.
W 2022 roku liczba wyświetleń jego filmów opublikowanych w kanale YT przekroczyła 50 milionów. Schemat produkcyjny odcinków z recenzjami pojazdów publikowanych z hasztagiem #zawszegratem zawiera dołączenie następujących elementów: a) składnik kolejowy (tory/linia kolejowa), b) przestrzeń pozbawiona piękna, c) cytat poetycki/piosenka (autor prowadzi zarejestrowaną działalność literacką i działalność związaną z komponowaniem muzyki), d) dowcip-suchar e) English, czyli treść w języku lub językach obcych, f) francuska bagietka/fast food innego rodzaju (Tymon Grabowski określa się jako koneser kebabów). Treści powstają w Polsce i za granicą, m.in. w Angoli, na Kubie czy w Stanach Zjednoczonych.
W 2024 roku został nominowany do Nagrody Literackiej m. st. Warszawy w kategorii „edycja warszawska”.

## Twórczość książkowa
- Paweł Maciejec, Tymon Grabowski Żelazo, Wydawnictwo Złomnik, Aleksandrów 2016, ISBN 978-83-946798-0-4
- Tymon Grabowski, Ewangelia według grubasa, Wydawnictwo Złomnik, Aleksandrów 2017, ISBN 978-83-946798-1-1
- Tymon Grabowski Kuba: wyspa gratów, Wydawnictwo Złomnik, Aleksandrów 2018, ISBN 978-83-946798-2-8
- Tymon Grabowski Ameryka według Złomnika, Wydawnictwo Złomnik, Aleksandrów 2020, ISBN 978-83-946798-3-5
- Tymon Grabowski Paskudnik warszawski Wydawnictwo Złomnik, Aleksandrów 2021, ISBN 978-83-946798-4-2[23]
- Tymon Grabowski Przewodnik do rozpoznawania gratów na wycieczce[24]
- Tymon Grabowski Stany Zmiętoszone, czyli Ameryka w rozsypce[25]